# Daumesnil (Métro Paris)

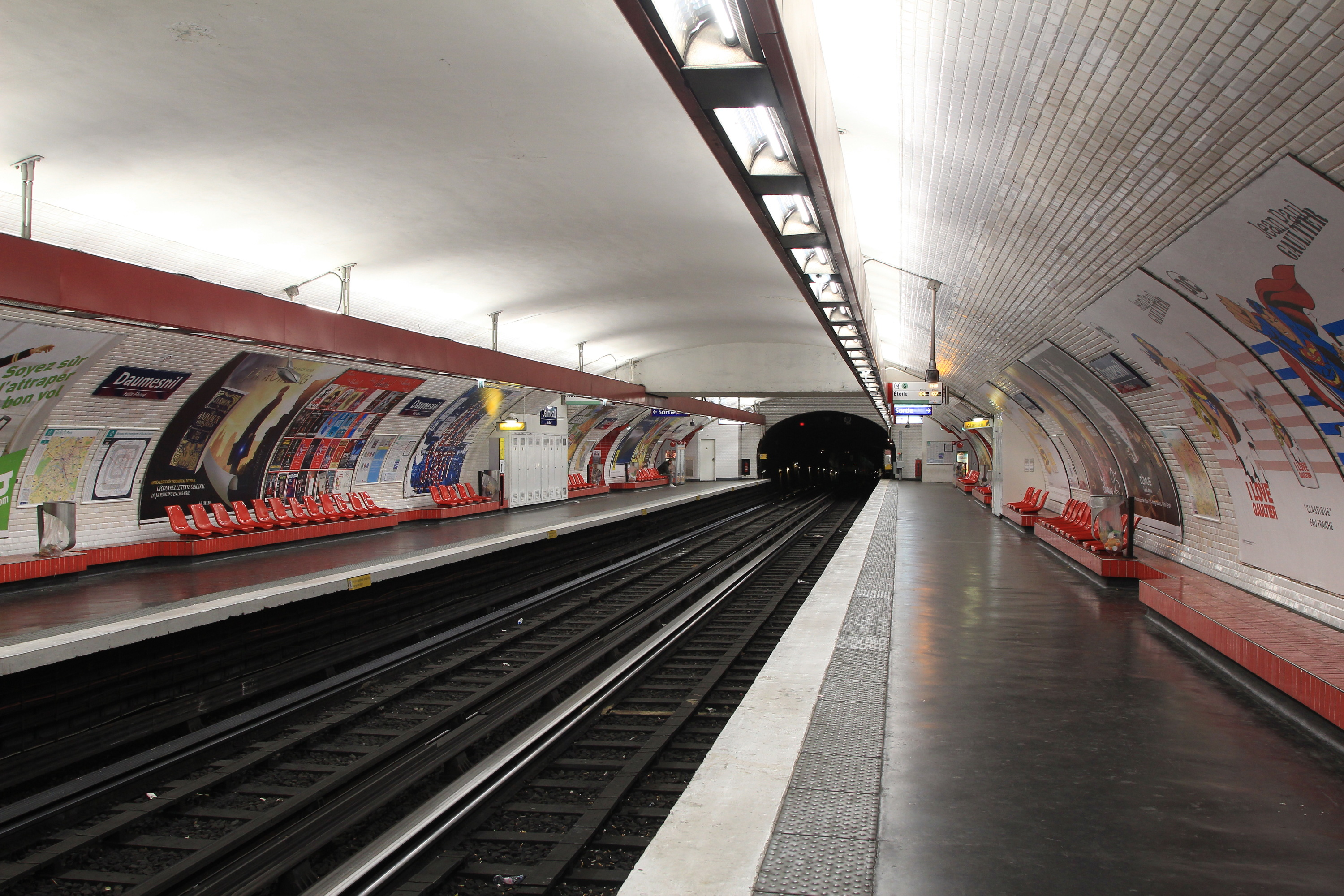
Station der Linie 6

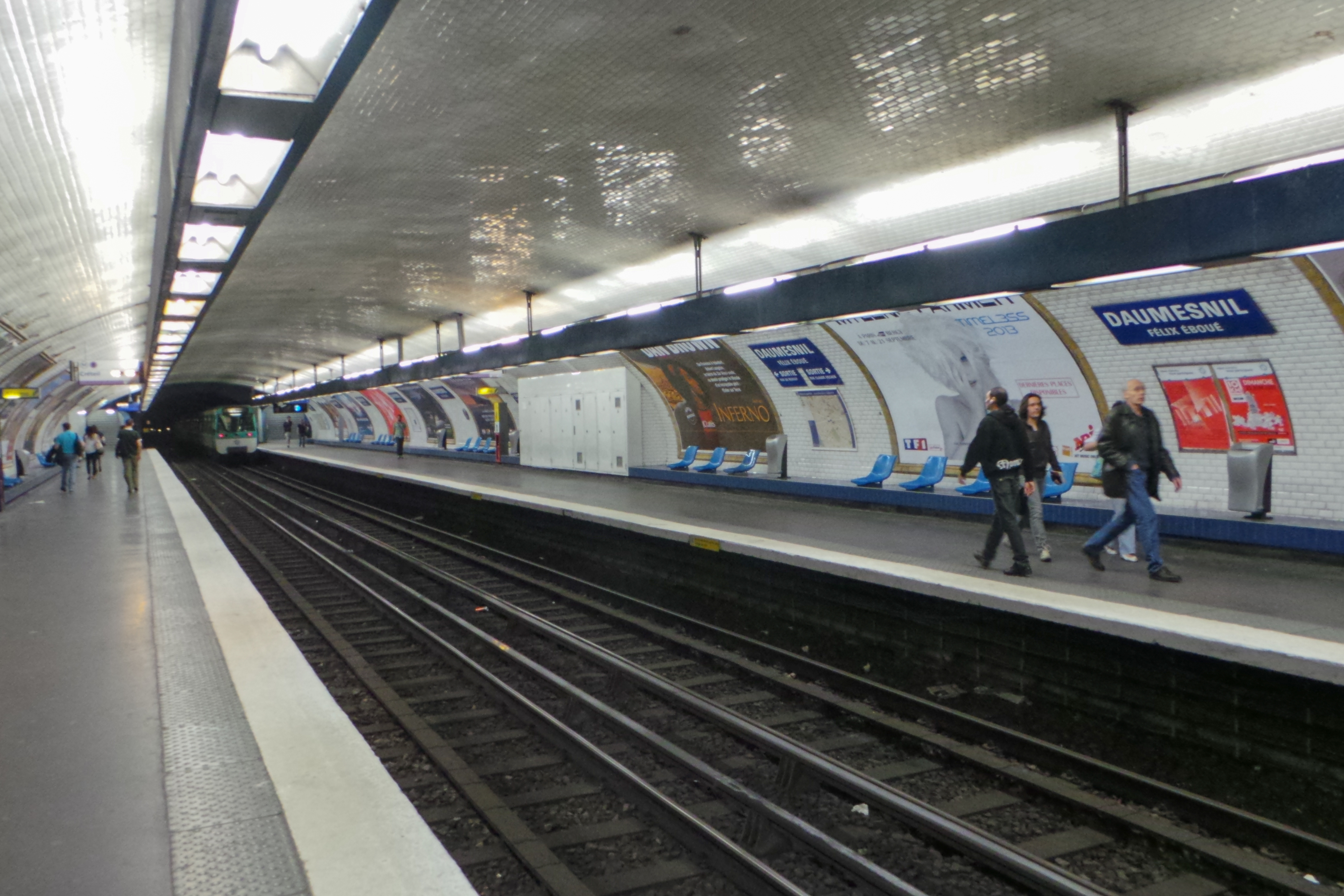
Station der Linie 8 mit ausfahrendem Zug der Baureihe MF 77

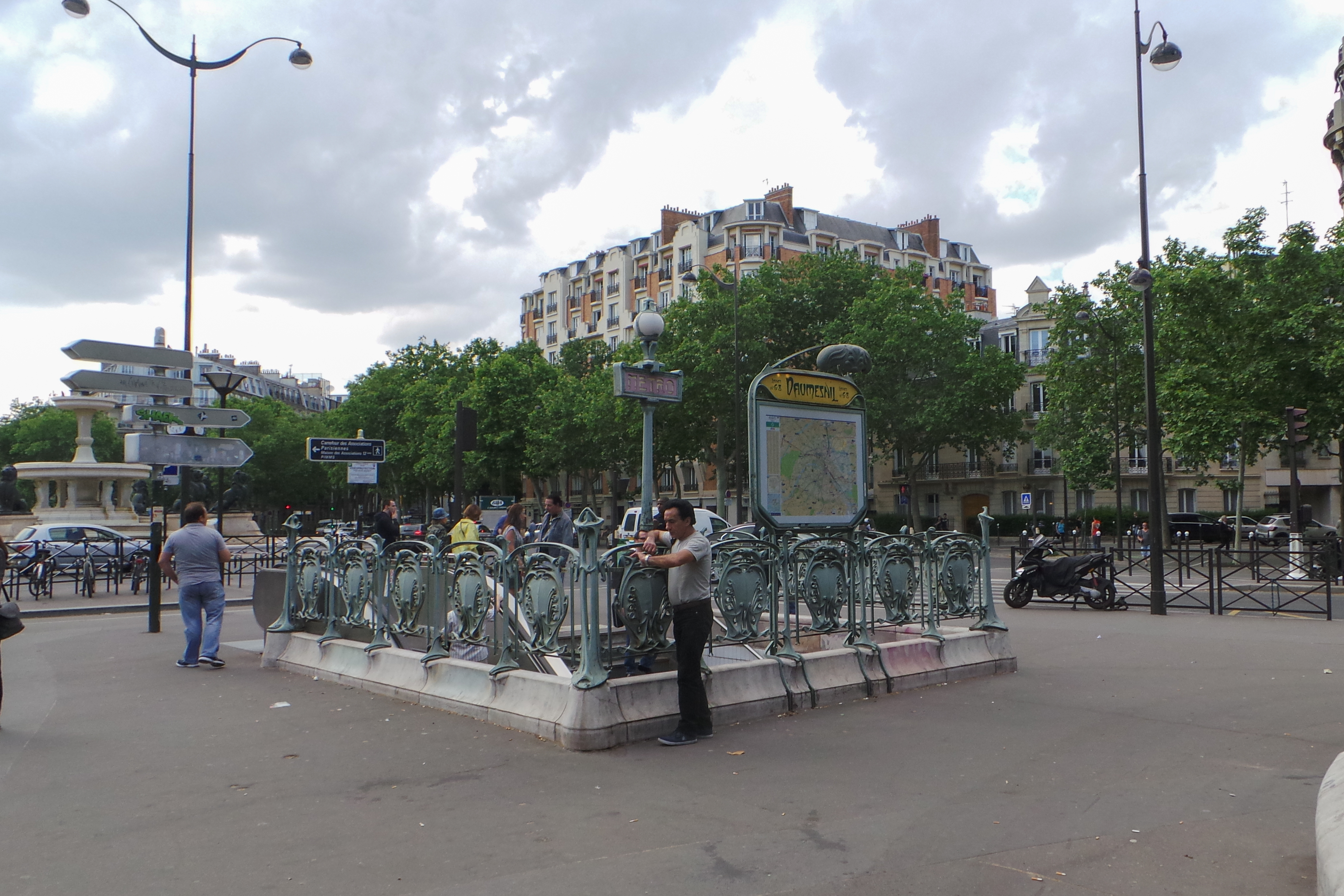
Zugang im Stil des Art nouveau mit Art-déco-Kandelaber

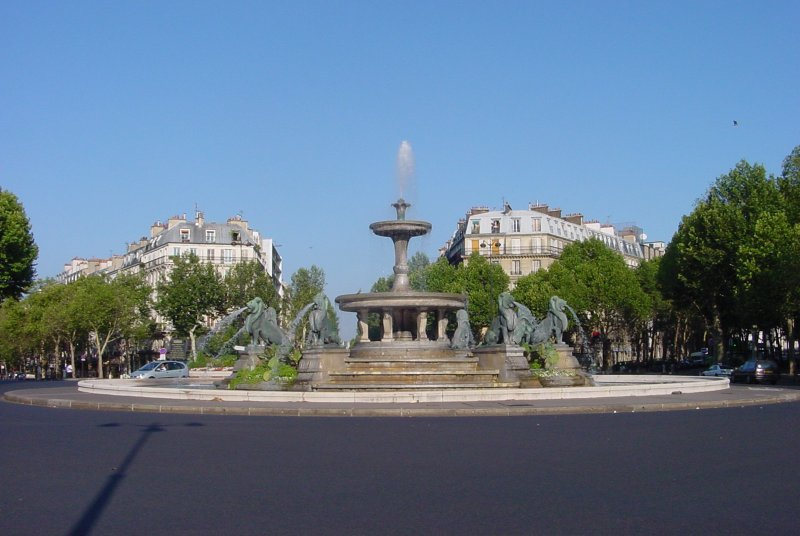
Place Félix-Éboué

Daumesnil [domenil] ist ein unterirdischer Umsteigebahnhof der Pariser Métro. Er wird von den Linien 6 und 8 bedient.

## Lage
Der U-Bahnhof befindet sich im Quartier de Picpus des 12. Arrondissements von Paris. Die Station der Linie 6 liegt unterhalb des Boulevard de Reuilly östlich der Place Félix-Éboué, die der Linie 8 unter der Rue de Reuilly nordwestlich dieses Platzes.

## Name
Namengebend ist die Avenue Daumesnil, die an der Place Félix Eboué den Boulevard de Reuilly kreuzt. Pierre Daumesnil (1777–1832) war Général de brigade, als Kommandant des Forts von Vincennes verteidigte er dieses während des Sechsten Koalitionskriegs gegen das russische (1814) und das preußische (1815) Heer.
Die Station trägt den Beinamen Félix Éboué. Der in Cayenne (Französisch-Guayana) geborene Félix Éboué (1884–1944) war als Gouverneur der französischen Kolonien Guadeloupe und Tschad der zweite Schwarze, der einen solchen Posten in der Kolonialverwaltung innehatte.

## Geschichte
Am 1. März 1909 wurde die Station der Linie 6 in Betrieb genommen, als die Strecke von Place d’Italie bis Nation eröffnet wurde. Die Eröffnung des 1906 fertiggestellten Bauwerks hatte sich um drei Jahre verzögert, da die Betreibergesellschaft CMP ein Defizit beim Betrieb dieses damals peripher gelegenen Streckenabschnitts vermeiden wollte.
Die Station der Linie 8 ging am 5. Mai 1931 in Betrieb, als zu Beginn der Kolonialausstellung im Bois de Vincennes deren östliche Verlängerung von Richelieu – Drouot bis Porte de Charenton eröffnet wurde.

## Beschreibung
Beide Stationen liegen unter elliptischen Gewölben, deren Seitenwände der Krümmung der Ellipse folgen. Die Streckengleise werden jeweils von zwei Seitenbahnsteigen eingerahmt. Sie präsentieren sich im Dekor „Andreu-Motte“, das zwischen 1974 und 1984 bei Renovierungen Anwendung fand. Decke (nur Linie 8) und Wände sind mit gefasten weißen Fliesen verkleidet, die Sitze und die Seiten der Leuchtbänder sind bei der Linie 6 rot, bei der Linie 8 blau gehalten. Die Station der Linie 6 weist die ursprüngliche Pariser Standardlänge von 75 m auf, die der Linie 8 wurde mit 105 m Länge, ausreichend für Sieben-Wagen-Züge, errichtet.
Alle vier Zugänge liegen an der Place Félix Éboué. Drei davon sind durch von Adolphe Dervaux im Stil des Art déco entworfene Kandelaber markiert, die den Schriftzug METRO tragen. Der Zugang auf der Ostseite des Platzes weist zugleich das von Hector Guimard entworfene Art-nouveau-Dekor auf.

## Fahrzeuge
Vor 1974 verkehrten auf der Linie 6 Züge der Bauart Sprague-Thomson. Im Juli 1974 wurde die Linie auf gummibereifte Fahrzeuge umgestellt, seitdem fahren dort aus drei Trieb- und zwei Beiwagen zusammengesetzte Züge der Baureihe MP 73. Seit Januar 2023 wird auch die Baureihe MP 89 CC auf der Linie 6 eingesetzt.
Während der Kolonialausstellung im Jahr 1931 verkehrten auf der Linie 8 Sieben-Wagen-Züge der Bauart Sprague-Thomson, später wurden die Zuglängen auf fünf Wagen verkürzt. Von 1975 an kamen MF-67-Züge auf die Linie 8, die ab 1980 durch die Baureihe MF 77 ersetzt wurden.